# Xabier Etxeita
Xabier Etxeita Gorritxategi (ur. 31 października 1987 w Amorebieta-Etxano) – hiszpański piłkarz grający na pozycji obrońcy w klubie Getafe CF.

## Kariera klubowa
Wychowanek szkółki piłkarskiej w Athletic Bilbao trzy pierwsze mecze w pierwszym zespole rozegrał w sezonie 2008–2009, jego występy nie obyły się jednak bez różnych przypadków. W swoim pierwszym spotkaniu, 16 listopada 2008 roku w wygranym 2-0 meczu przed własną publicznością z CA Osasuną, wszedł na boisko za kontuzjowanego Ustaritza. W kolejnej rywalizacji u siebie (zwycięstwo 2-0 CD Numancią), na płycie boiska przebywał od pierwszych minut, a opuścił ją jeszcze przed końcowym gwizdkiem, gdyż sędzia pokazał mu czerwony kartonik.
21 grudnia 2008 roku zastąpił przed przerwą kontuzjowanego Andera Murillo, a spotkanie z Realem Betis zakończyło się wygraną Basków 1-0. Etxeita, chociaż w tamtym sezonie grywał z pierwszą drużyną, to był jednak zarejestrowany jako gracz ekipy rezerw.
W ostatnich dniach zimowego okienka transferowego w 2010 roku defensor przeniósł się do drugoligowej FC Cartageny na zasadzie pięciomiesięcznego wypożyczenia. Latem 2010 przeszedł do Elche CF.